# Peng Zuyi
Peng Zuyi (chinesisch 彭祖意; * Dezember 1948 in Gongcheng, Guangxi) ist ein chinesischer Politiker der Kommunistischen Partei Chinas (KPCh), der unter anderem verschiedene Funktionen in der Autonomen Region Guangxi der Zhuang-Nationalität bekleidete.

## Leben
Peng Zuyi, der zum Volk der Yao gehört, absolvierte von 1971 bis 1973 ein Studium an der Fakultät für Politikwissenschaften der Nationalitäten-Universität Guangxi und war im Anschluss zwischen 1973 und 1975 als Lehrer an der Limu-Mittelschule in Gongcheng sowie von 1975 bis 1976 als Lehrer an der dortigen Heping-Oberschule tätig. Zwischenzeitlich wurde er 1974 Mitglied der KPCh und fungierte zwischen 1976 und 1982 als stellvertretender Generaldirektor des Amtes für höhere Bildung von Gongcheng. Daraufhin war er von 1982 bis 1984 in Personalunion Sekretär der Propaganda-Abteilung des Parteikomitees von Gongcheng sowie zugleich Sekretär der zu Gongcheng gehörenden Gemeinde Jiahui. Er war zunächst zwischen 1984 und 1985 stellvertretender Sekretär sowie anschließend von 1985 bis 1991 Sekretär des Parteikomitees der KPCh des Autonomen Kreises Longsheng mehrerer Nationalitäten. Während dieser Zeit absolvierte er zwischen 1986 und 1987 ein Studium an der KPCh-Parteischule der Autonomen Region Guangxi der Zhuang-Nationalität und fungierte von 1991 bis 1992 als Leiter der Organisationsabteilung des KPCh-Parteikomitees der bezirksfreien Stadt Bose. 
Peng absolvierte von 1993 bis 1994 ein Studium für Kader sowie danach zwischen 1994 und 1996 für Unternehmensführung an der Zentralen Parteihochschule der Kommunistischen Partei Chinas in Peking. Er fungierte in dieser Zeit von 1995 bis 1996 in Personalunion als stellvertretender Leiter des Forstamtes von Guangxi und als stellvertretender Sekretär des Parteikomitees dieses Amtes. Im Anschluss war er zwischen August 1996 und März 1997 sowohl Leiter des Forstamtes der Autonomen Region Guangxi der Zhuang-Nationalität und als Sekretär des Parteikomitees dieses Amtes. Auch danach folgten verschiedene Verwendungen in der Autonomen Region Guangxi, und er war von März 1997 bis Dezember 1998 in Personalunion Sekretär der Parteikomitees der KPCh der bezirksfreien Stadt Wuzhou sowie der bezirksfreien Stadt Hezhou, ehe er von Dezember 1998 bis zu seiner Ablösung durch Qin Ruixiang im Dezember 2002 Sekretär der Parteikomitees der KPCh der bezirksfreien Stadt Liuzhou war.
2000 wurde Peng Vorsitzender des Arbeitsausschusses des Volkskongresses der Autonomen Region Guangxi und fungierte als Nachfolger von Lu Bing von Januar 2002 bis zu seiner Ablösung durch Win Kaew im Februar 2009 als Sekretär für politische und rechtliche Angelegenheiten des Parteikomitees der KPCh dieser Autonomen Region. Auf dem XVI. Parteitag der Kommunistischen Partei Chinas im November 2002 wurde er außerdem Kandidat des Zentralkomitees (ZK der KPCh) und behielt diese Funktion bis Oktober 2007. Er war außerdem von Januar 2009 bis März 2019 geschäftsführender Direktor der Chinesischen Rechtsgesellschaft.

## Weblink
- Peng Zuyi (chinavitae.com) (Memento vom 27. Juni 2022 im Internet Archive)

| Personendaten    | Personendaten          |
| ---------------- | ---------------------- |
| NAME             | Peng, Zuyi             |
| ALTERNATIVNAMEN  | 彭祖意 (chinesisch)    |
| KURZBESCHREIBUNG | chinesischer Politiker |
| GEBURTSDATUM     | Dezember 1948          |
| GEBURTSORT       | Gongcheng, Guangxi     |